# گروه مالی ووری
گروه مالی ووری (به انگلیسی: Woori Financial Group) شرکت خدمات مالی کره‌ای است، که به‌عنوان دومین بانک بزرگ در کره جنوبی شناخته می‌شود.
گروه مالی ووری در سال ۲۰۰۱ از ادغام ۴ بانک کره‌ای تأسیس شد. شعبه مرکزی این بانک در شهر سئول، کره جنوبی قرار دارد و بخشی از سهام آن در بازارهای بورس نیویورک و بورس کره دادوستد می‌شود.